# 闭姓
闭姓是漢姓之一。

## 起源
据《闭氏族谱》记载，闭氏起源于唐朝唐玄宗时期，由山东曲阜白马街迁徙到广西。

## 影視形象
- 《閉門一家親》：香港處境劇，戶主一家姓閉。

## 延伸阅读
[在维基数据编辑]
 《欽定古今圖書集成·明倫彙編·氏族典·閉姓部》，出自陈梦雷《古今圖書集成》